# Geghard (monastère)
Pour la localité proche, voir Geghard.
Geghard ou Gherart (en arménien Գեղարդ), ou encore Sainte-Lance de Geghard, est un monastère arménien situé dans le marz de Kotayk, près d'Erevan. Le complexe a été fondé au XIIIe siècle. La particularité du monastère est de présenter une partie souterraine dans laquelle les prêtres s'exercent pour leur liturgie. Une chapelle inférieure porte les armes de la famille Prochian, deux lions affrontés surmontés d'un autre lion attaquant un bœuf et soulignés de l'aigle enlevant dans ses serres un agneau.

## Nom du complexe

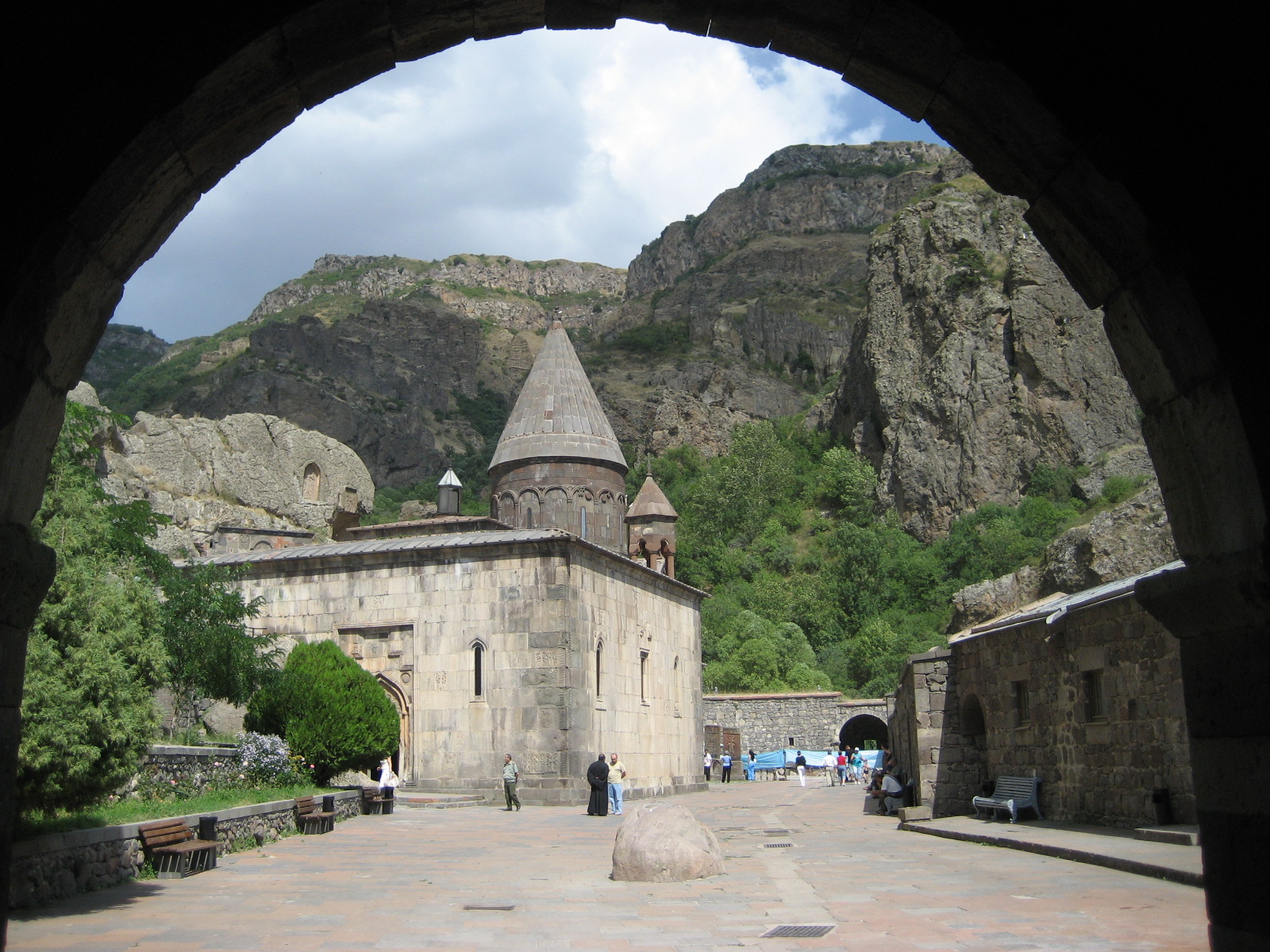
Entrée du monastère

Geghard était appelé « monastère des sept églises » ou « monastère des 40 autels », probablement au Haut Moyen Âge, avant de recevoir ultérieurement le nom Geghardavank, « monastère de la lance », référence à la Sainte Lance.

## Histoire
On ne connaît pas la date exacte de la fondation du monastère, mais on l'estime à peu près du VIIe au VIIIe siècle, peut-être même IVe siècle. Selon la tradition, il aurait été fondé au temps des premiers chrétiens et était alors dénommé Aïrivank ou « monastère rupestre ». Selon la tradition, de nombreux moines auraient mené une vie ascétique dans les grottes à flanc de falaise accessible uniquement par des échelles ou des cordes à l'époque ; saint Grégoire l'Illuminateur y aurait vécu, ainsi que le catholicos Sahak Parthev pendant la création de l'alphabet arménien. Il va devenir un grand centre du christianisme en Arménie avec une école de manuscrits et une académie de musique.
Pendant l'invasion arabe, il sert de refuge à la population, mais est pillé par le régent Nasr en 920 et détruit, seuls quelques bâtiments subsistant. Le monastère actuel a été fondé au XIIIe siècle, par la famille des Prochian ; l'église principale est construite en 1215 et les chapelles en 1225. Le monastère devient alors un site important de pèlerinage en raison des reliques de la Sainte Lance ainsi que d'un fragment de l'Arche de Noé que les moines affirmaient posséder.
Le monastère est à nouveau détruit par les Mongols, puis par Tamerlan. Il a été aussi maintes fois endommagé par des tremblements de terre (1127, 1679, 1840) mais toujours reconstruit.
Le monastère est classé depuis l'an 2000 au patrimoine mondial de l'UNESCO.

## Le monastère

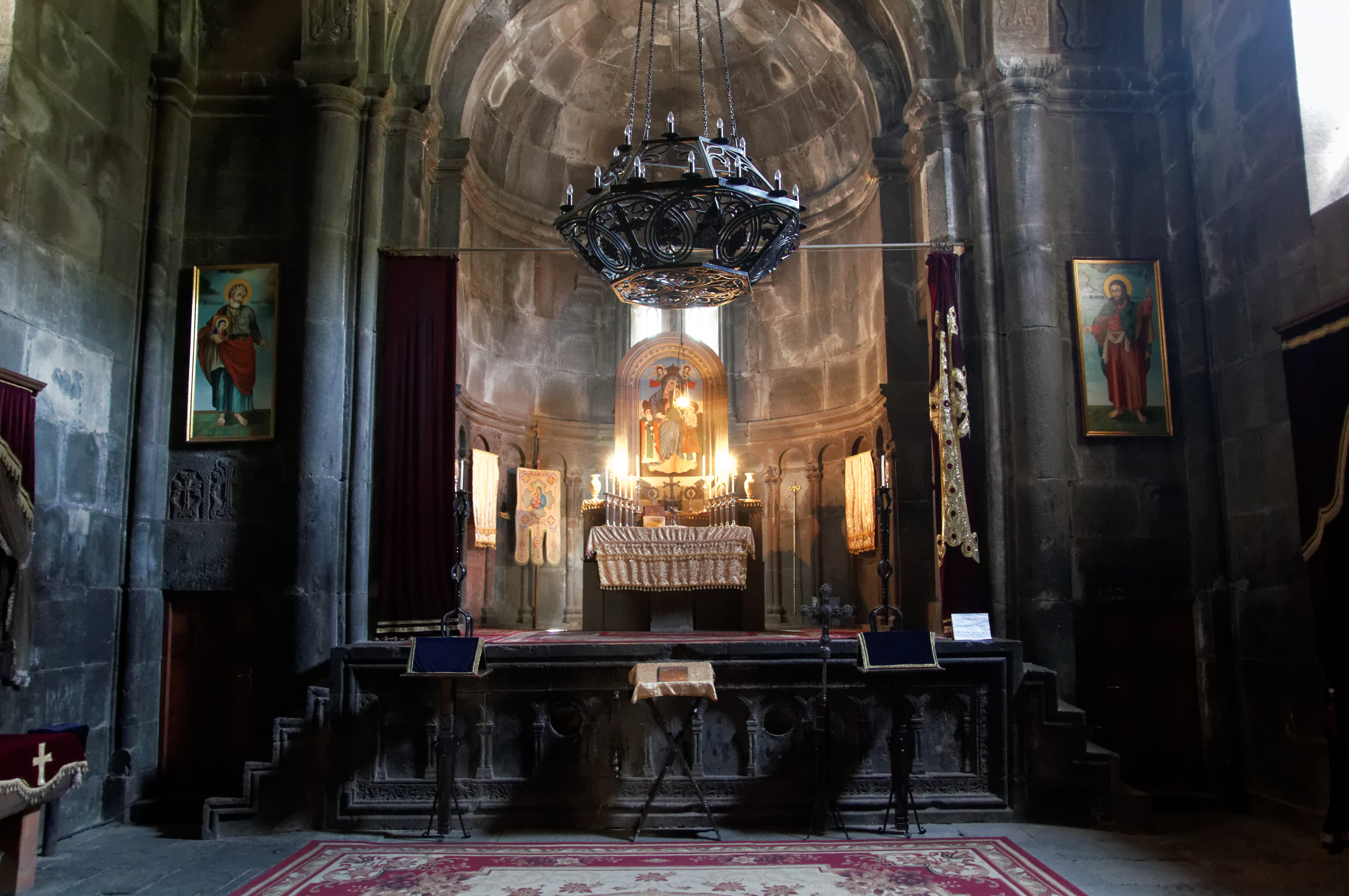
Intérieur de l'église

La partie la plus ancienne du complexe a été détruite, mais il reste un bâtiment bien conservé : la chapelle Saint-Grégoire. L'église principale, Kathoghike, est édifiée en 1215, sous le règne des Zakarian. Elle compte un gavit, dont la date de construction est inconnue, et un jamatoun. Une petite chapelle rupestre Asvatsatsine datant de 1164 est également conservée.
Il reste des khatchkars autour du monastère.

## Galerie

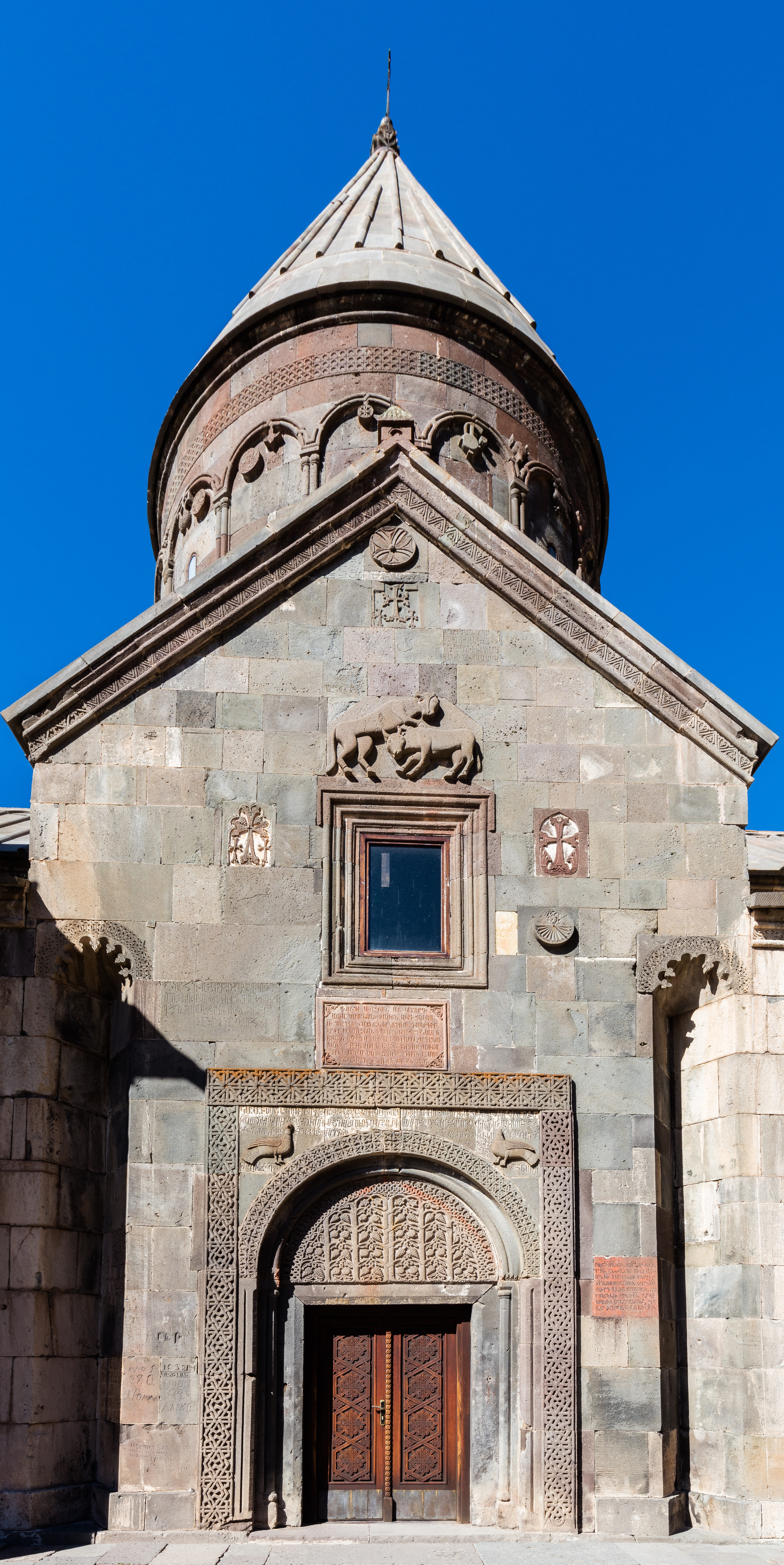
Église principale.
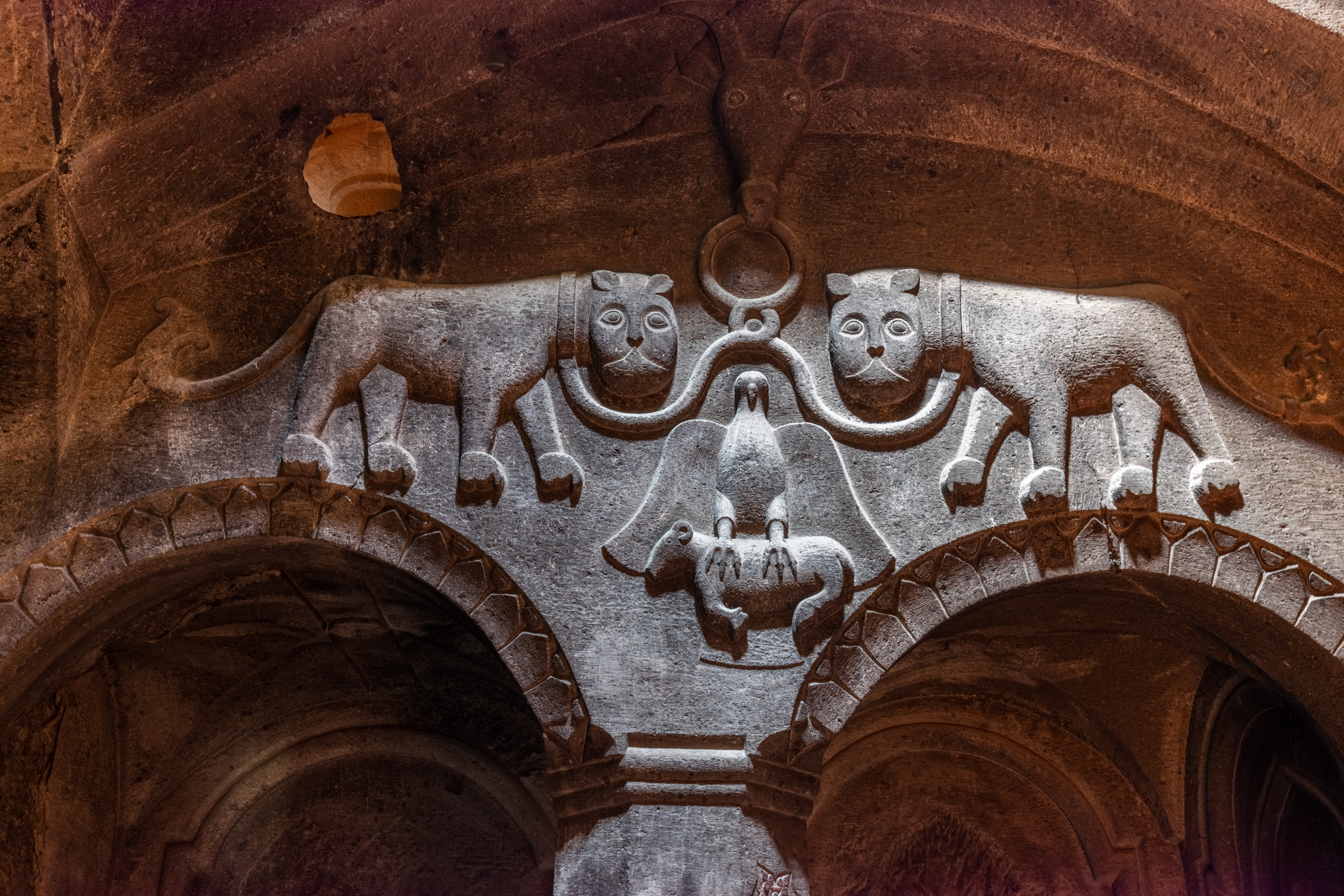
Armes des Prochian.
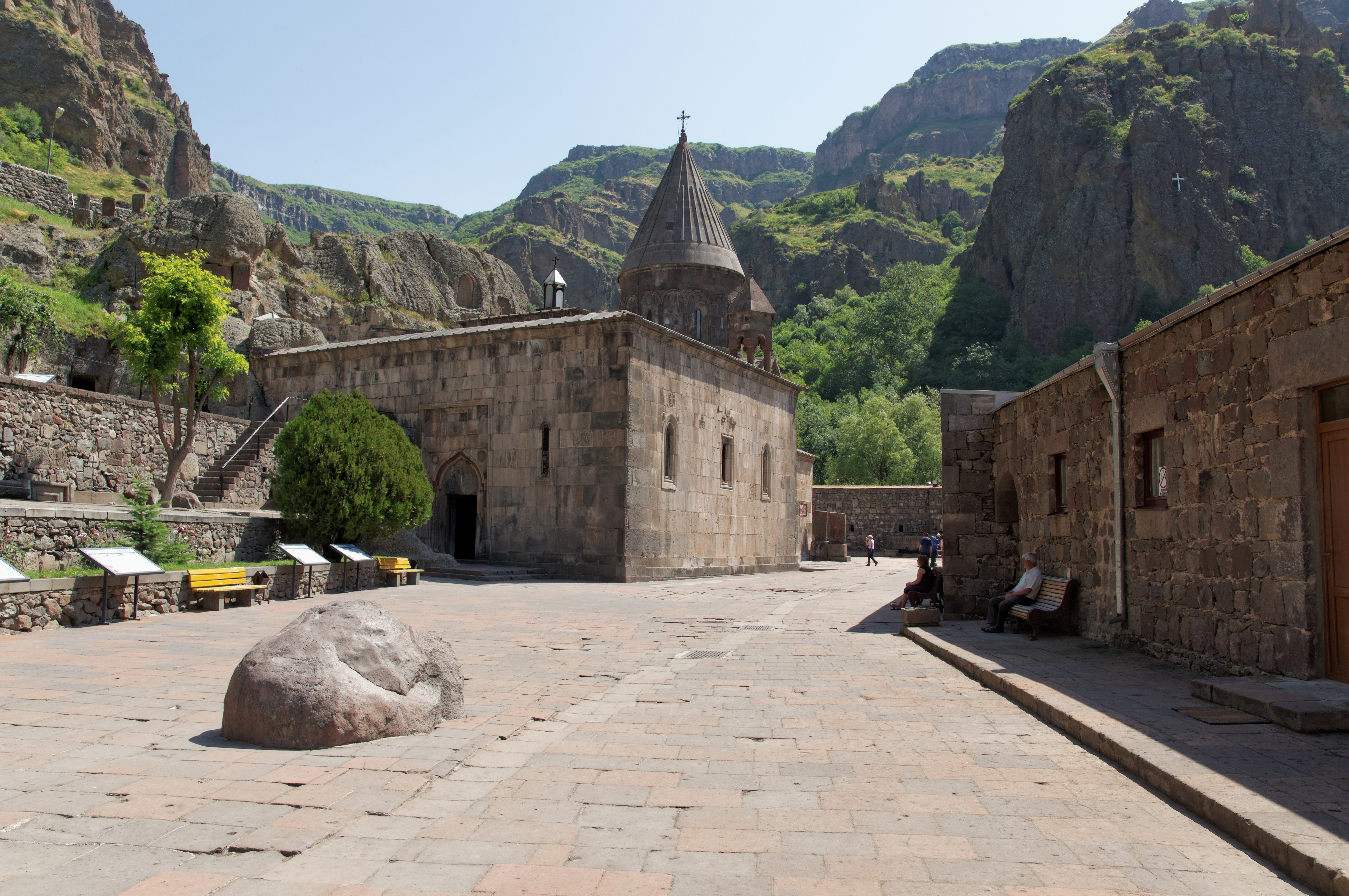
Geghard.
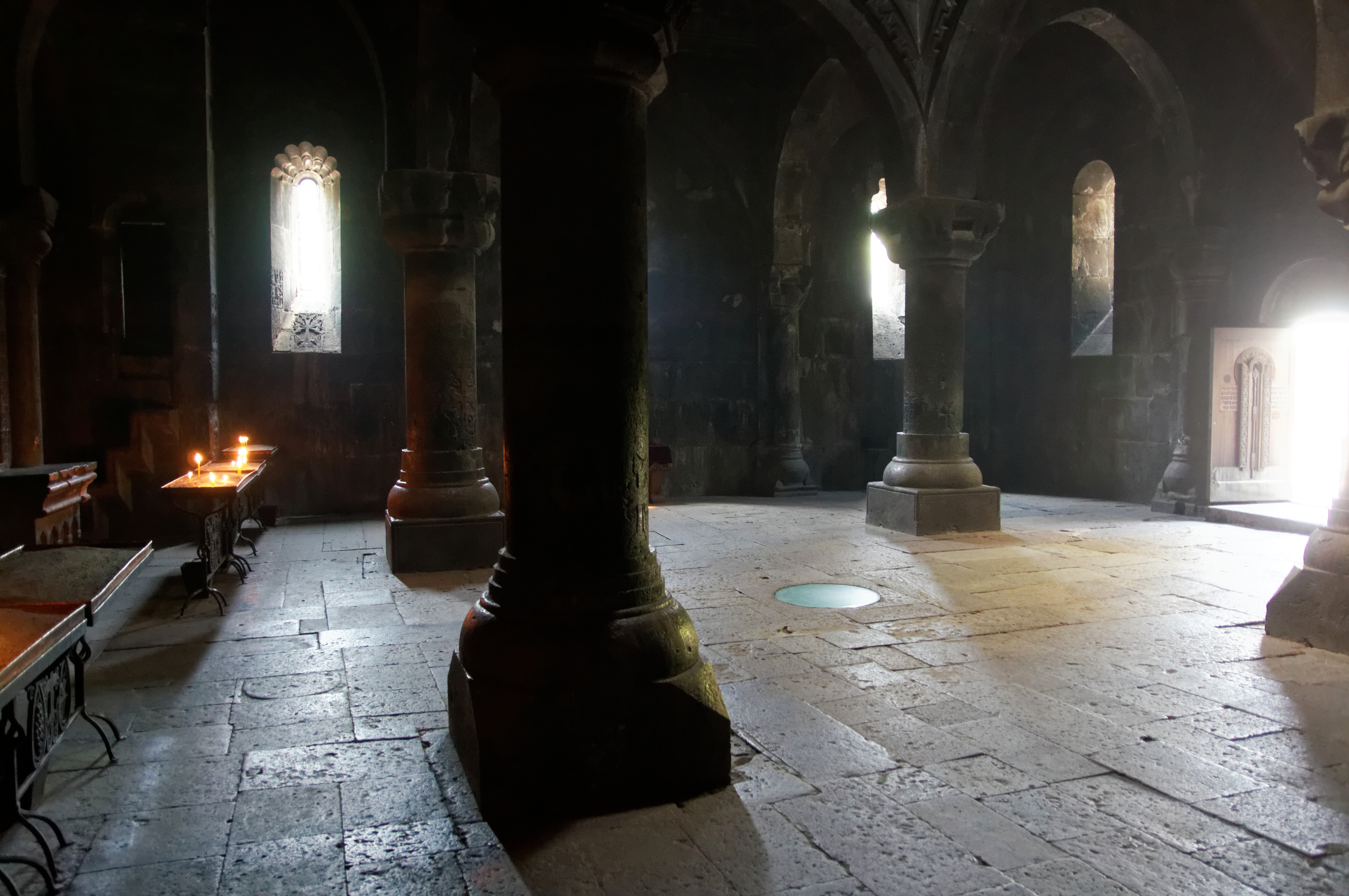
Gavit
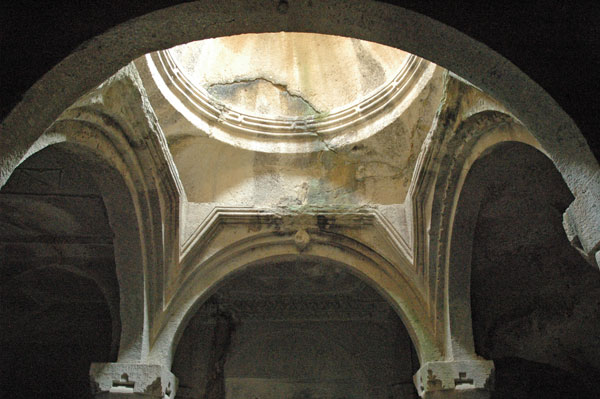
Jamatoun supérieur.
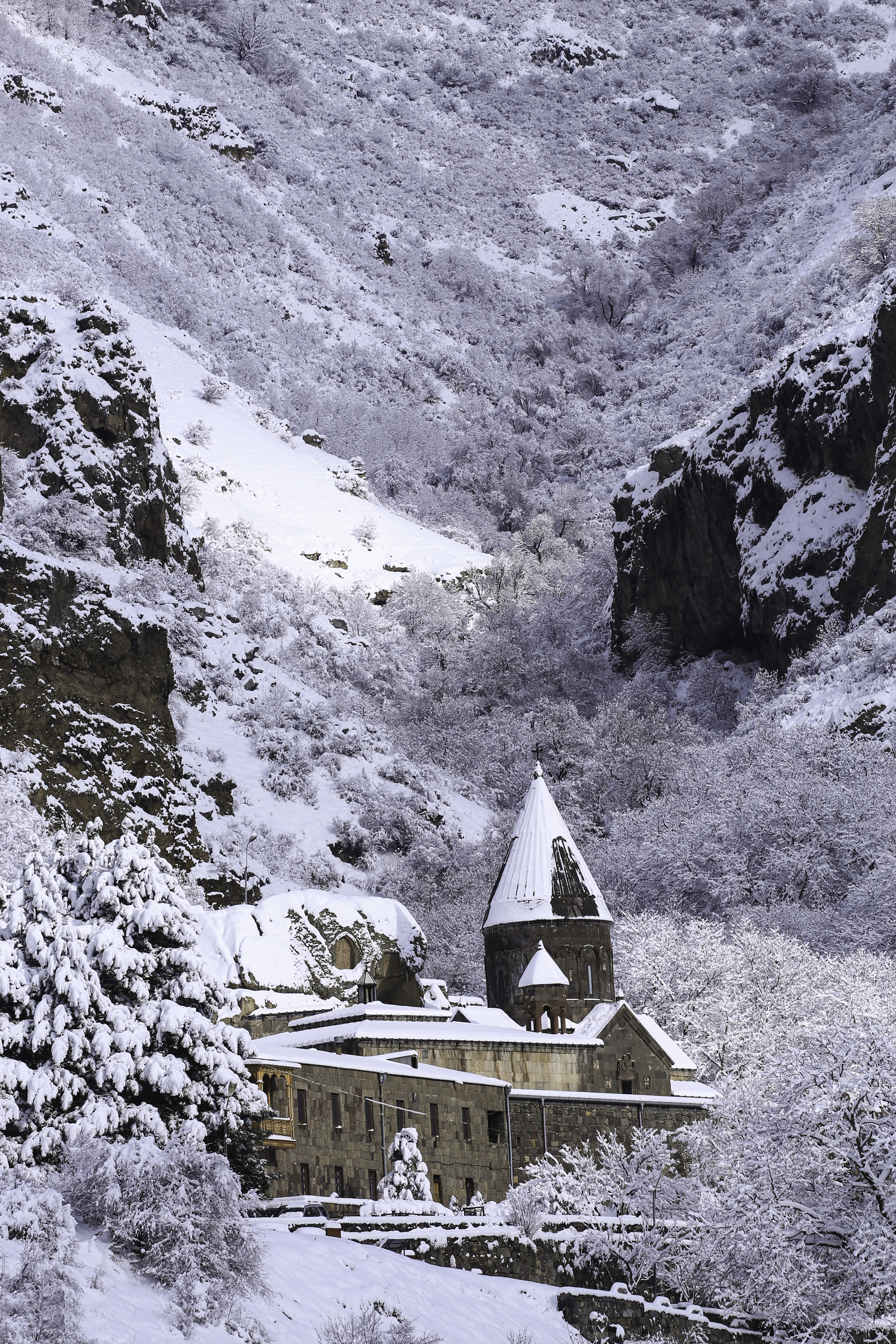
Le monastère dans la neige. Décembre 2018.

## Culture et littérature
Le poète russe Andreï Biély note dans sa correspondance en 1929 : « [...] la nuit passée au vieux monastère de Geghart au pied de rochers en à-pic perpendiculaires et le chemin qui y mène semé d'aventures, je ne pourrai jamais les oublier. »